# Ilex rotunda
Ilex rotunda — вид квіткових рослин з родини падубових.

## Морфологічна характеристика
Це вічнозелене дерево чи кущ; може виростати до 20 метрів заввишки з діаметром стовбура до 100 см.

## Поширення
Ареал: пд.-сх. Китай, цн. і пд. Японія, Тайвань, Хайнань, Корея, Лаос, пн. В'єтнам. Населяє вічнозелені широколисті ліси, узлісся на схилах гір; на висоті від 400 до 1100 метрів.

## Використання
Медичне. Кора стебла є детоксикантом. Кора стебла і кора кореня використовуються для лікування екземи, ревматичного артриту, травм, виразок і фурункулів, болю в горлі, діареї через сиру спеку, здуття живота і гарячки через літню спеку і вогкість. За кровоспинну дію рослина використовується в суміші з іншими травами. Інше. Екстракт цілої рослини використовується як інгредієнт у комерційних косметичних препаратах як кондиціонер для шкіри.

## Галерея

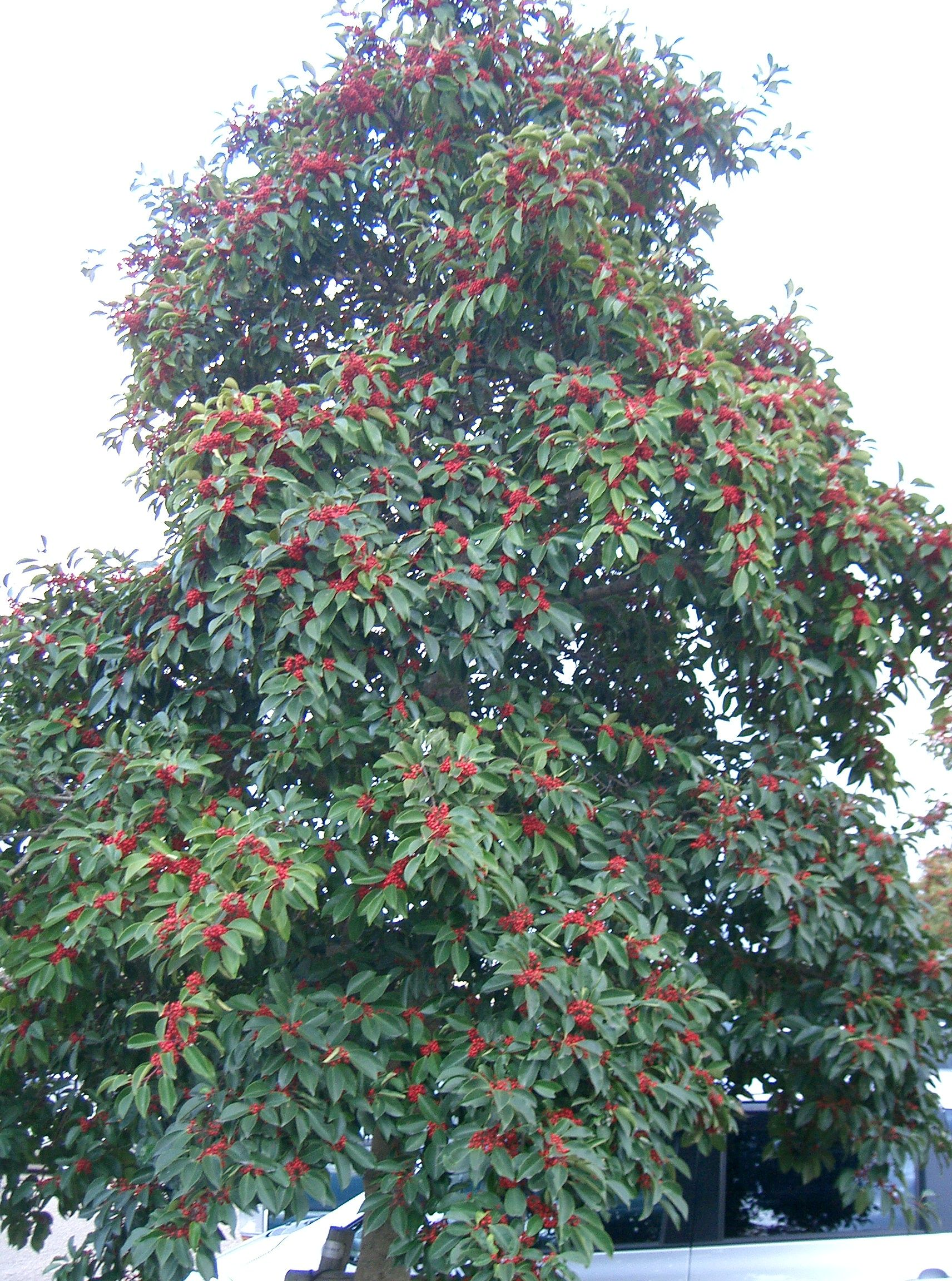
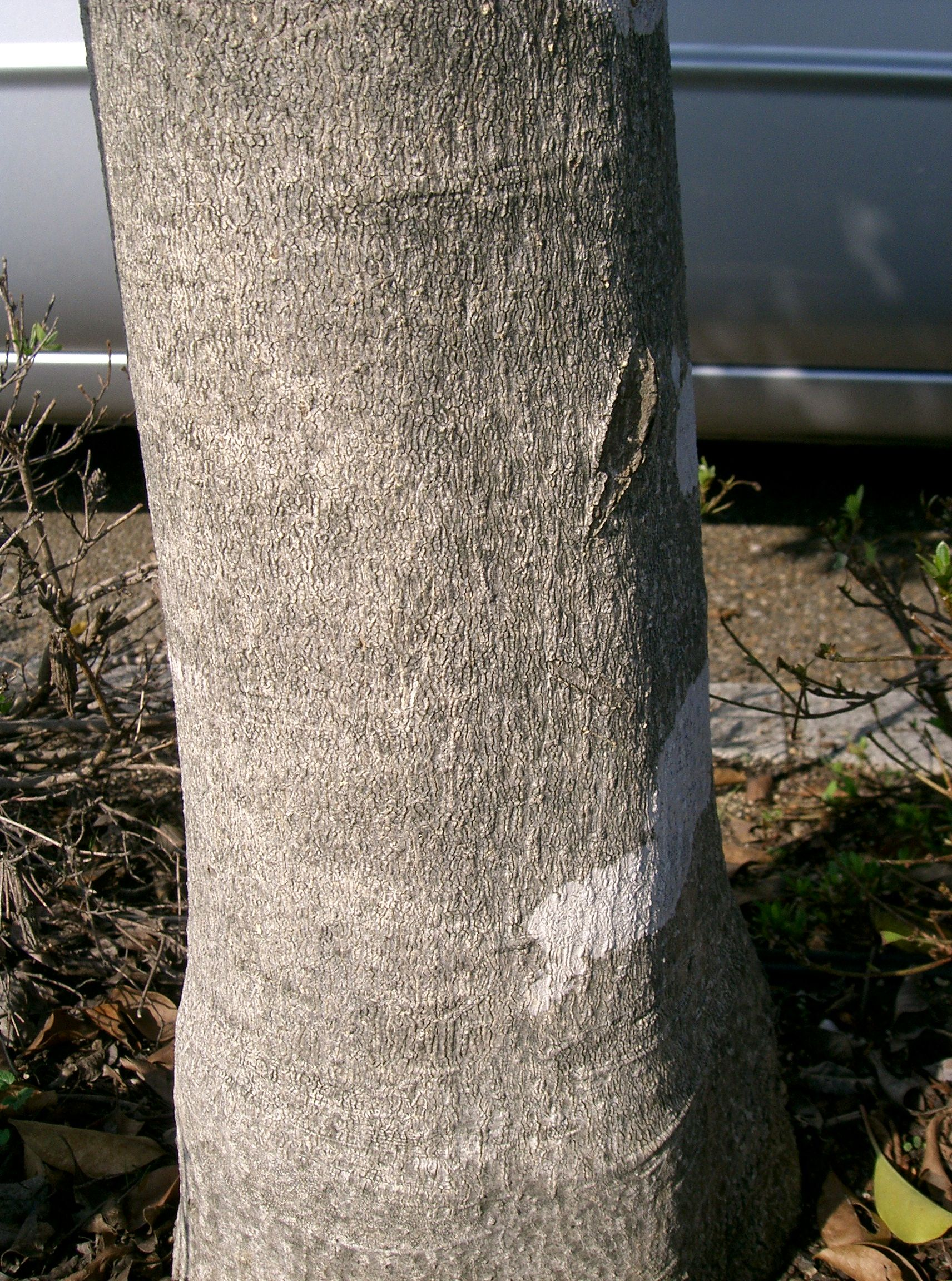
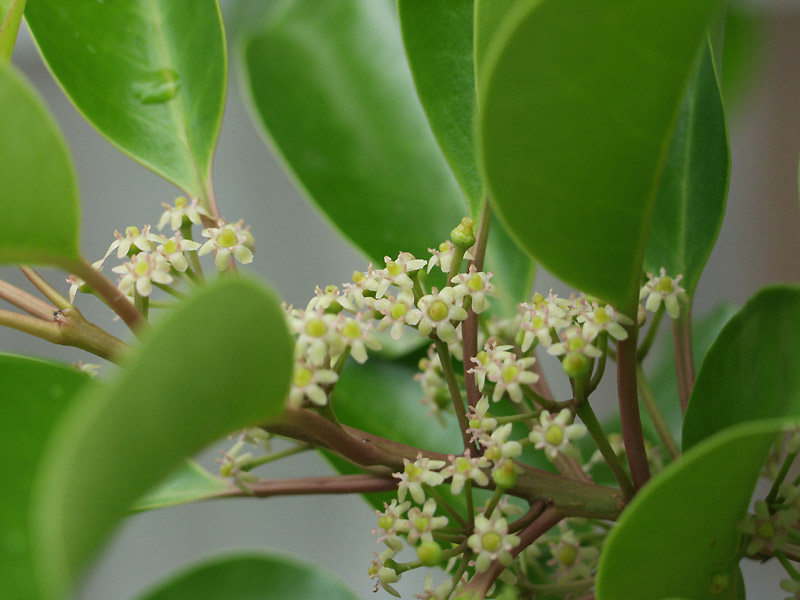
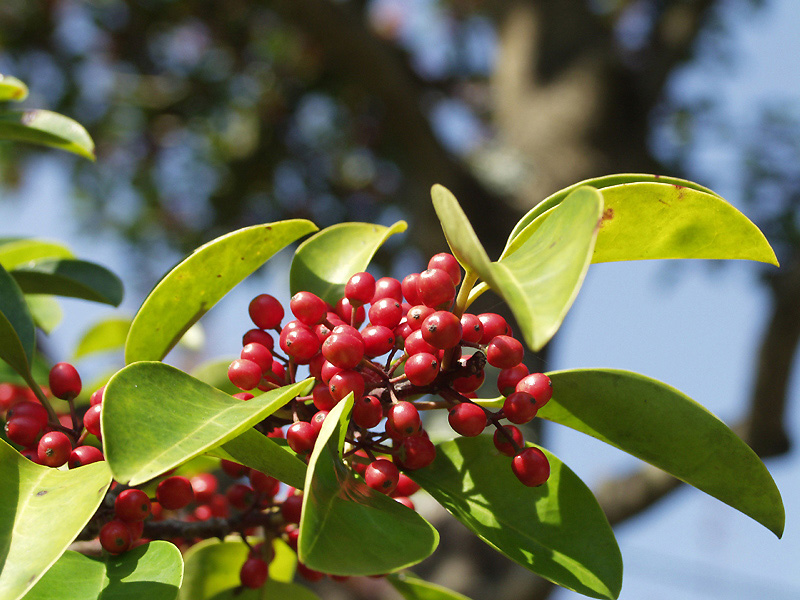